# Commission de la sécurité des consommateurs
Pour les articles homonymes, voir CSC.
La Commission de la sécurité des consommateurs (CSC) est une ancienne autorité administrative indépendante française.

## Histoire
La commission de la sécurité des consommateurs est instituée par la loi n° 83-660 du 21 juillet 1983 relative à la sécurité des consommateurs modifiée par la loi n°2010-737 du 1er juillet 2010.
En 2004, la CSC publie un avis sur la sécurité de certaines commodes pour enfants, mettant en cause des produits vendus chez Conforama et Ikea. Ces commodes avaient créé plusieurs accidents dont un mortel,.
À partir d'octobre 2014, le gouvernement refuse de poursuivre la nomination des membres de la CSC comme l'impose la loi, ce qui mène à sa dissolution le 21 janvier 2017 par l’article 54 de la loi n° 2017-55 du 20 janvier 2017 (abrogation des articles L. 822-7 et L. 822-8 du code de la consommation).
En presque 35 ans d'existence, la CSC a formulé près de 300 avis,.

## Missions
Le législateur lui avait confié trois missions établies par l’article L. 534-5 du code de la consommation :
- Émettre des avis consultatifs sur les produits ou les services dangereux, en formulant des recommandations aux pouvoirs publics et aux professionnels, en vue d’améliorer leur conception ou leur cadre réglementaire et normatif.
- Informer le public, les médias et les relais d’opinion ; ce qu’elle fait en diffusant des communiqués de presse, en éditant une lettre d’information et en participant à des campagnes de prévention.
- Rechercher et recenser les informations de toutes origines sur les dangers présentés par les produits et les services.

La Commission de la sécurité des consommateurs éditait le site Securiteconso.org.

## Organisation
Son président était membre de droit du Conseil national de la consommation.
La CSC était composée de 15 membres placés sous l’autorité d’un président nommé par décret en Conseil des Ministres (article L. 534-4) pour un mandat de trois ans, renouvelable une fois. Le président de la Commission est membre du Conseil national de la consommation et du conseil d’administration de l’Institut national de la consommation.